# Tills vi möts igen (miniserie)
Tills vi möts igen (eng: Till We Meet Again) är en amerikansk miniserie från 1989, baserad på Judith Krantz roman Tills vi möts igen. I huvudrollerna ses Michael York, Lucy Gutteridge, Courteney Cox, Mia Sara, Hugh Grant och Bruce Boxleitner. Serien hade svensk premiär i TV2 den 5 september 1992.

## Rollista i urval
- Michael York - Paul de Lancel
- Courteney Cox - Marie-Frederique 'Freddy' de Lancel
- Mia Sara - Delphine de Lancel
- Lucy Gutteridge - Eve de Lancel
- Hugh Grant - Bruno de Lancel
- Charles Shaughnessy - Armand Sadowski
- Maxwell Caulfield - Alain Marais
- John Vickery - Anthony Alistair Wilmot 'Tony' Longbridge
- Barry Bostwick - Terrence 'Mac' McGuire
- Bruce Boxleitner - Jock Hampton
- Denis Arndt - Swede Castelli
- Juliet Mills - Vivianne de Biron
- Caroline Blakiston - Madame Courdet
- Angela Browne - Lady Penelope Longbridge
- Linden Chiles - Richard Armstrong
- Niamh Cusack - Louise
- Roland Curram - Markis de St. Fraycourt
- Christopher Chaplin - Jacques Sette
- Paul Daneman - Jean-Luc de Lancel
- Vernon Dobtcheff - Felix Penroux
- David Griffin - Kapten Douglas
- Elisabeth Harnois - Freddy som ung
- Susannah Harker - Laure de Lancel
- Wolf Kahler - Kapten Ruttemann
- Rosalind Knight - Markisinnan de St. Fraycourt
- Phyllida Law - Annette de Lancel